# Filógelos
El Filógelos (en griego antiguo Φιλόγελως, ‘amante de la risa’) es una recopilación de chistes en lengua griega. Es la recopilación de este género más antigua conservada.
Está escrita en griego y el tipo de lengua usado indica que pudo haberse elaborado en el siglo IV, según William Berg. Se atribuye a Hierocles y Filagrio, sobre quienes se sabe poco. Debido a que en el chiste 62 se menciona la celebración de los mil años de Roma, quizá la recopilación date de una fecha posterior a este suceso del 248 d. C. Aunque es la colección de chistes más antigua conservada, se sabe de otras anteriores. Ateneo cuenta que Filipo II de Macedonia pagó para que un club social de Atenas escribiese los chistes de sus miembros, ya a principios del siglo II a. C. En las obras de Plauto encontramos dos veces a un personaje que menciona libros de chistes.
La recopilación contiene 265 chistes categorizados por temas tales como profesores y alumnos, o intelectuales y tontos.

## Ejemplos
§ 3. Σχολαστικῷ τις ἰατρῷ προσελθὼν εἶπεν· ἰατρέ, ὅταν ἀναστῶ έκ τοῦ ὕπνου, ἡμιώριον ἐσκότωμαι καὶ εἶθ' οὕτως ἀποκαθίσταμαι. καὶ ὁ ἰατρός· Μετὰ τὸ ἡμιώριον ἐγείρου
Uno fue a un médico sabihondo y le dijo: "Doctor, cuando me despierto, me paso media hora sin poder abrir los ojos y solo después me levanto". Y el médico le dice "Despiértate media hora más tarde".
§ 18. Σχολαστικῷ τις ἀπαντήσας εἶπεν· Ὁ δοῦλος, ὃν ἐπώλησάς μοι, ἀπέθανε. Μὰ τοὺς θεούς, ἔφη, παρ' ἐμοὶ ὅτε ἦν, τοιοῦτον οὐδὲν ἐποίησεν. Uno fue a un estudiantillo y le dijo: "¡El esclavo que me vendiste se ha muerto!" y aquel contestó "¡Por los dioses! Cuando estaba conmigo jamás le dio por hacer tal cosa".

## Ediciones
- Boissonade, Jean François (1848). Hierokles kai Philagrios. G. Pachymeris declamationes XIII quarum XII ineditæ, Hieroclis et Philagrii grammaticorum φιλόγελως longe maximam partem ineditus. París: Dumont et Leleux. OCLC 257558364.
- Eberhard, Alfred (1869). Philogelos: Hieroclis et Philagrii facetiae. Berlín: H. Ebeling y C. Plahn. OCLC 9823879.
- Baldwin, Barry (1983). The Philogelos or laughter-lover. Ámsterdam: Gieben. ISBN 9789070265458.
- González Suárez, Manuel (2010). Philógelos (El chistoso). Madrid: Ediciones Clásicas. ISBN 978-84-7882-712-1.